# Live in Dublin (Christy Moore)
Live in Dublin è il sesto album di Christy Moore, pubblicato dalla Tara Records nel 1978. Il disco fu registrato dal vivo nell'aprile del 1978 al "The Meeting Place" di Dublino (Irlanda).

## Tracce
Lato A
1. Hey Sandy – 3:16 (Harvey Andrews)
2. The Boys of Barr Na Sráide – 7:11 (Sigerson Clifford)
3. Little Mother – 4:22 (Brano tradizionale, arrangiamento di Christy Moore)
4. Clyde's Bonnie Banks – 4:03 (Brano tradizionale, arrangiamento di Christy Moore)

Lato B
1. Pretty Boy Floyd – 3:45 (Woody Guthrie)
2. Bogey's Bonnie Belle – 4:31 (Brano tradizionale, arrangiamento di Christy Moore)
3. The Crack Was Ninety in the Isle of Man – 3:01 (Barney Rush)
4. Black Is the Colour of My True Love's Hair – 4:07 (Brano tradizionale, arrangiamento di Christy Moore)
5. One Last Cold Kiss – 3:08 (Gail Collins, Felix Pappalardi)

## Musicisti
- Christy Moore  - chitarra acustica, voce
- Donal Lunny  - bouzouki, chitarra acustica, voce
- Jimmy Faulkner  - chitarra slide, chitarra solista